# Hannah Schiller Wartenberg
Hannah Schiller Wartenberg (geboren 4. Mai 1921 in Berlin; gestorben 18. Februar 2012) war eine US-amerikanische Soziologin. 

## Leben

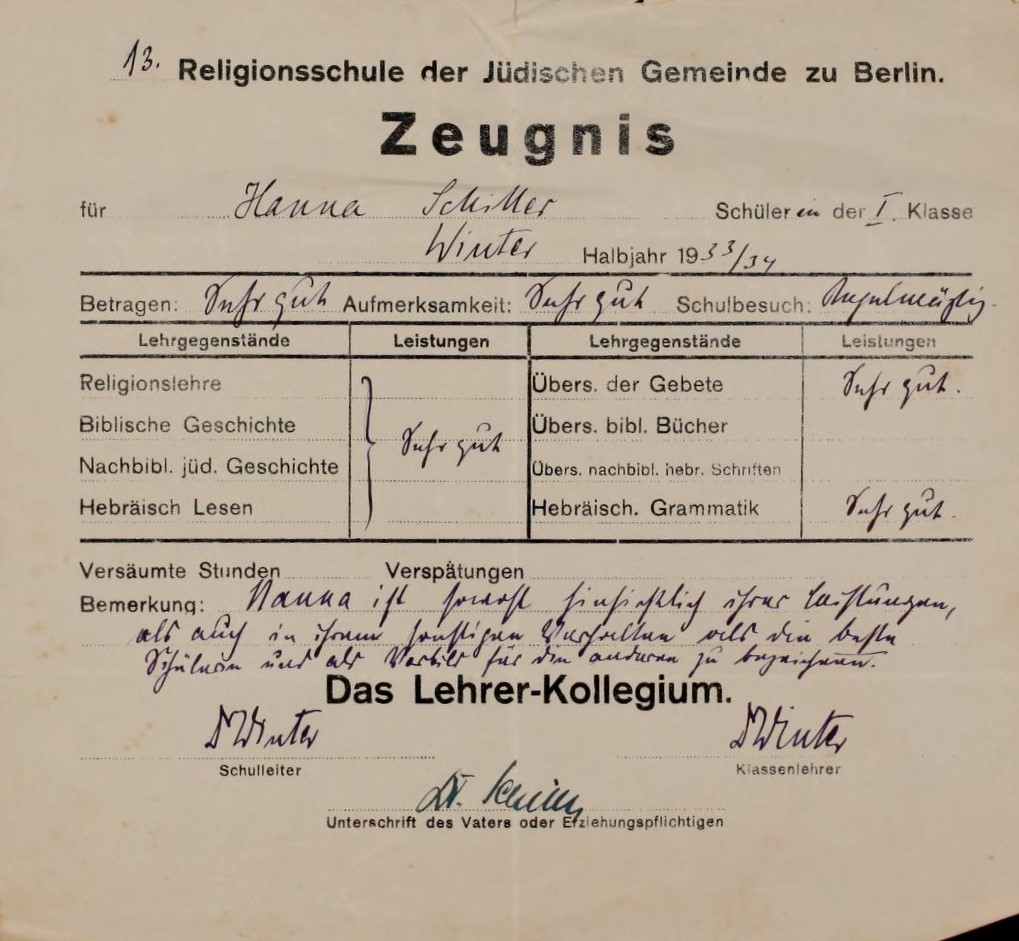
Religionsschule der Jüdischen Gemeinde Berlin (1934)

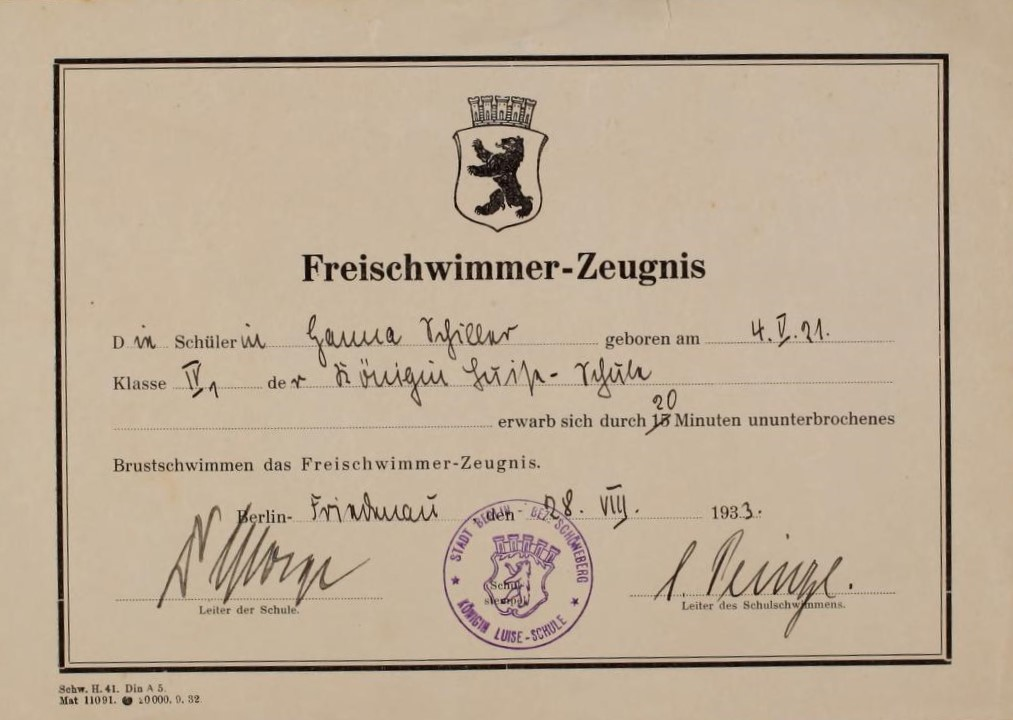
Hanna Schillers Freischwimmerzeugnis (1933)

Hanna Schiller war eine Tochter der Ärztin Rosa Oleynick (geboren 1890 in Sluzk) und des Arztes Edwin Schiller. Sie besuchte die Königin Luise-Schule in Berlin-Steglitz sowie die Religionsschule der Jüdischen Gemeinde Berlin. Unter dem Druck der deutschen Judenverfolgung emigrierte die Familie im November 1935 nach Palästina. Wegen fehlender Arbeitsmöglichkeiten gingen sie im Juni 1936 in die Schweiz und gelangten am 17. September 1936 nach New York City.
Schiller besuchte das Wellesley College und machte 1942 einen Bachelorabschluss. Sie arbeitete anschließend für ein Jahr als wissenschaftliche Hilfskraft an der Princeton University und studierte Politische Wissenschaften, bekam aber an der Männerhochschule seinerzeit keine offizielle Zulassung. Danach arbeitete sie 1943/44 in Washington, D.C. beim Office of War Information (OWI), 1944 erhielt sie die US-amerikanische Staatsbürgerschaft. Danach arbeitete sie als Nachrichtenredakteurin beim Radiosender CBS.
1946 ging sie in das besetzte Deutschland, um als Übersetzerin und Simultandolmetscherin bei den Nürnberger Prozessen zu arbeiten. Sie heiratete in Nürnberg im März 1947 den als Vernehmungsoffizier für das Office of Chief of Counsel for War Crimes (OCCWC) bei den Nürnberger Prozessen tätigen Rolf Wartenberg (1912–1996), ebenfalls ein Flüchtling. Sie hatten zwei Kinder. Nach einer Kinderpause studierte sie ab 1959 in Teilzeit Soziologie an der Columbia University, schrieb 1963 ihre Masterarbeit über die Frauenerwerbstätigkeit nach einer Kinderpause und wurde anschließend bei Paul Lazarsfeld mit einer Dissertation zur Wissenssoziologie promoviert.
Schiller-Wartenberg lehrte zu Gender, Familiensoziologie, Judentum in den USA und Massenkommunikation an der SUNY Stonybrook, der Hofstra University und an der SUNY New Paltz. Als ihr Ehemann beruflich versetzt wurde, gab sie ihre wissenschaftlichen Tätigkeiten in New York auf und zog mit ihm nach Miami. Sie nahm dort Lehraufträge als Adjunct Assistant Professor an der Miami University wahr. Wartenberg war Mitglied der American Sociological Association (ASA) und Aktivistin der feministischen Organisation Sociologists for Women in Society (SWS). 

## Schriften (Auswahl)
- Middle-class mothers' return to the labor force: sociological determinants of their choice. Magisterarbeit, Columbia University, 1963
- Cuban Jewish Women in Miami, in: Vasilikie Demos, Marcia Texler Segal (Hrsg.): Ethnic Women: A Multiple Status Reality. Dix Hills, NY : General Hall, 1994
- Obstacles and Opportunities en Route to a Career in Sociology, in: Ann Goetting, Sarah Fenstermaker (Hrsg.): Individual voices, collective visions : fifty years of women in sociology. Philadelphia : Temple University Press, 1995, S. 51–66